# Witzenhausen
Witzenhausen ist eine Kleinstadt im nordhessischen Werra-Meißner-Kreis. Der Ort erhielt im Jahr 1225 Stadtrechte und war bis 1974 Kreisstadt.
Überregional bekannt ist die Stadt als bedeutendes Anbaugebiet für Kirschen. Das Gebiet gilt als das größte geschlossene Kirschenanbaugebiet Europas. Die Kirsche hat Tradition in Witzenhausen und so wird jedes Jahr im Juli die Kesperkirmes (Kesper = Kirsche) gefeiert, bei der eine Kirschenkönigin gewählt wird.
Witzenhausen ist Sitz des Deutschen Instituts für tropische und subtropische Landwirtschaft. Außerdem gibt es in Witzenhausen den Fachbereich "Ökologische Agrarwissenschaften" der Universität Kassel, an dem unter anderem der Bachelor-Studiengang Ökologische Landwirtschaft angeboten wird. Des Weiteren befindet sich in dem Ort eine Lehranstalt (DEULA) für Umwelt und Technologie, Landwirtschaft, Gartenbau und Garten-/Landschaftsbau.

## Geographie

### Geographische Lage
Witzenhausen liegt an der Nordostabdachung des Kaufunger Waldes, auf dem sich der Geo-Naturpark Frau-Holle-Land (Werratal.Meißner.Kaufunger Wald) und der Naturpark Münden ausbreiten. Es befindet sich etwa 25 km östlich von Kassel (Hessen), 17 km südöstlich von Hann. Münden (Niedersachsen), 22 km südlich von Göttingen (Niedersachsen) und 22 km nordwestlich von Eschwege (Hessen). Im Stadtgebiet mündet die Gelster in die Werra. Werraabwärts zwischen Stadtgebiet und dem Ortsteil Ermschwerd fließt der Wilhelmshäuser Bach ebenfalls in die Werra.

### Nachbargemeinden
Im Norden grenzt Witzenhausen an die Stadt Hann. Münden, die Gemeinden Rosdorf und Friedland (alle drei im niedersächsischen Landkreis Göttingen), im Osten an die Gemeinden Neu-Eichenberg (im Werra-Meißner-Kreis), Bornhagen und Lindewerra (beide im thüringischen Landkreis Eichsfeld), im Süden an die Städte Bad Sooden-Allendorf und Großalmerode sowie das gemeindefreie Gebiet Gutsbezirk Kaufunger Wald (alle drei im Werra-Meißner-Kreis). Im Westen grenzt es an die niedersächsische Gemeinde Staufenberg im Landkreis Göttingen.

### Stadtgliederung
Neben der Kernstadt, zu der auch der Ortsteil Bischhausen gehört, gehören zu Witzenhausen (7669) weitere sechzehn Stadtteile (Einwohnerzahlen Stand 09/2022 jeweils in Klammern dahinter). Auf der linken Werraseite sind das die Stadtteile Blickershausen (228), Dohrenbach (525), Ellingerode (303), Ermschwerd (1019), Hubenrode (186), Hundelshausen (1055), Kleinalmerode (761), Roßbach (621), Wendershausen (699) und Ziegenhagen (610).
Auf der rechten Werraseite liegen die Stadtteile Albshausen (55), Berlepsch-Ellerode-Hübenthal (109), Gertenbach (998), Neuseesen (83), Unterrieden (915) und Werleshausen (424).

## Geschichte

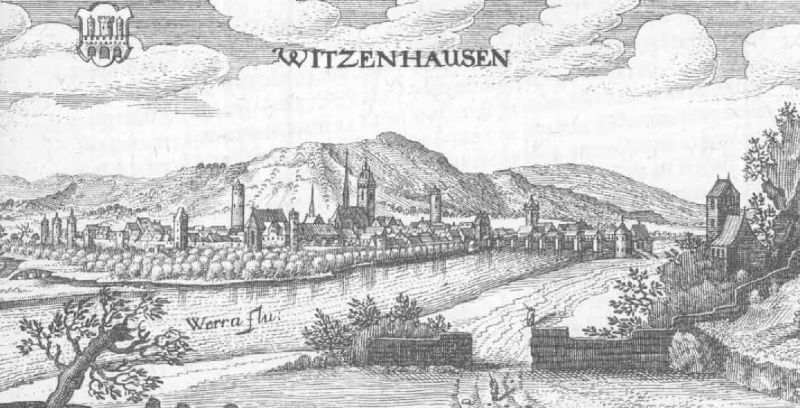
Witzenhausen – Auszug aus der Topographia Hassiae von Matthäus Merian 1655

### Namensherkunft
Der Name Witzenhausen hat sich über die Jahrhunderte mehrfach gewandelt. Eine der frühesten, jedoch umstrittenen Erwähnungen stammt aus einer späteren Fälschung des Urkundenbuchs des Klosters Kaufungen von etwa 850, in der der Ort als Wizzanhuson bezeichnet wird. Der erste gesicherte schriftliche Nachweis datiert auf das Jahr 1225, in dem der Ort als Witczenhusin erwähnt wird. Im Jahr 1231 erscheint der Name in den Quellen als Wezenhusen, gefolgt von Wicenhusen im Jahr 1232/1247 und Wiscenhusen vor 1236. Die Namensvarianten setzten sich im 13. Jahrhundert mit Witzenhusen und Wizenhusen (beide 1258), Wzinhusen und Weszenhusen (beide 1266) sowie Wyzenhusen (1266) fort. Weitere Beispiele sind Wizehusen und Wycenhusen (beide 1268) und Wizinhusen im Jahr 1270. Auch Formen wie Wittinhusin (1271), Wothenhusen (1272) und Wiczenhusen (1297) sind überliefert. Im späten 13. Jahrhundert taucht der Name auch als Weccenhusen (1299) und Wytzen-husen (1303) auf, bevor er im 14. Jahrhundert in der Form Wyssenhusen (1320) und schließlich im 15. Jahrhundert als Witzenhusen (1436) erscheint. Seit dem 16. Jahrhundert setzte sich die heutige Schreibweise Witzenhausen durch, die erstmals zwischen 1575 und 1585 dokumentiert ist.
Der Name Witzenhausen leitet sich vermutlich vom mittelhochdeutschen Wort witz ab, das auf das althochdeutsche wizzi zurückgeht. Ursprünglich bedeutete witz „Wissen“ oder „Einsicht“. Die Bedeutung „Scherz“ entwickelte sich erst seit dem 18. Jahrhundert, während die heutige Bedeutung des Begriffs als „Witz“ erst im 19. Jahrhundert vollständig etabliert wurde. Der zweite Teil des Namens, „-hausen“, stammt aus dem althochdeutschen hūs, was „Haus“ oder „Gehöft“ bedeutet. In der Zusammensetzung „Witzenhausen“ könnte der Name somit auf eine Siedlung hinweisen, die in irgendeiner Weise mit Wissen oder Einsicht verbunden war.

### Mittelalter
Im Frühmittelalter gewann die Region um Witzenhausen an strategischer Bedeutung, da die Werra als wichtiger Transport- und Handelsweg diente. Dies begünstigte auch die Entstehung von Befestigungsanlagen, die den Weg durch das Tal kontrollierten. Im Laufe des 9. Jahrhunderts bildete sich an der Stelle des heutigen Witzenhausen eine erste Siedlung, die später in den Besitz der Grafen von Northeim überging.
Im 11. Jahrhundert entwickelte sich die Siedlung weiter und erlangte unter den Grafen von Winzenberg (1144–1152) und später unter Heinrich dem Löwen eine gewisse regionale Bedeutung. Mit dem Machtwechsel im Jahr 1180, als Heinrich der Löwe seine Lehen verlor und die Landgrafen von Thüringen die Kontrolle übernahmen, begann eine neue Phase der Stadtentwicklung. Die verkehrsgünstige Lage an wichtigen Fernhandelsstraßen – unter anderem zwischen Heiligenstadt und Kassel sowie Göttingen und Melsungen – förderte das wirtschaftliche Wachstum. Hier kreuzte sich zudem die Handelsroute von Eisenach nach Frankfurt mit lokalen Wegen, was den Standort, insbesondere für Händler und Handwerker, strategisch attraktiv machte.
Im Zuge ihrer expansiven Territorialpolitik erkannten die thüringischen Landgrafen früh die Bedeutung der Siedlung und verliehen Witzenhausen im Jahr 1225 das Marktrecht. So wurde die Stadt zu einem bedeutenden Handelszentrum in Nordhessen. 1247 wurde der Ort erstmals als civitas (dt.: Stadt) bezeichnet. Zudem wurde seit dem Mittelalter in Witzenhausen über einen längeren Zeitraum Weinbau betrieben. In alten Quellen wird das Jahr 1226 erwähnt, in dem jährlich 2 Fuder Weinzehnten an den Erzbischof von Mainz geliefert wurden. Noch 1757 wurde der Weinberg an dem sonnenreichen Hang zwischen Werra und der heutigen Bahntrasse erwähnt. Heute erinnert daran noch der Straßenname der B 80 im Stadtgebiet Zu den Weinbergen bzw. Unter den Weinbergen. Erst 2008 wurde aufgrund des Klimawandels an dieser Stelle wieder der Weinbau versucht. Die territoriale Nähe zum mainzischen Eichsfeld führte im Jahr 1232 zu kriegerischen Auseinandersetzungen. Nach einem gescheiterten Angriff thüringischer Truppen auf Fritzlar zerstörten mainzische Söldner Witzenhausen vollständig. Ein darauf folgender Ausgleich mit Erzbischof Siegfried von Eppstein ermöglichte den Wiederaufbau. Die Stadt wurde nun planmäßig neu angelegt und erhielt eine doppelte Befestigungsmauer. Diese Maßnahmen zogen sich über mehrere Jahrzehnte hin und waren wahrscheinlich um 1335 abgeschlossen, als erstmals der Bau einer Brücke über die Werra urkundlich belegt ist. Die Brücke unterstrich die Bedeutung der Stadt als Knotenpunkt für den Warenverkehr. Nach dem Tod des thüringischen Landgrafen Heinrich Raspe im Jahr 1247 entbrannte der Thüringisch-hessische Erbfolgekrieg. In dessen Verlauf konkurrierten mehrere Fürstenhäuser – darunter die Markgrafen von Meißen, der Herzog von Braunschweig-Lüneburg, der Erzbischof von Mainz sowie Sophie von Brabant als Tochter Ludwigs IV. – um das vakante Reichslehen. Witzenhausen gelangte 1258 zunächst als Pfand an Herzog Albrecht von Braunschweig, kam 1263 an Markgraf Heinrich von Meißen und schließlich 1264 an Landgraf Heinrich I. von Hessen, Sohn Sophies von Brabant, die zuvor auf ihre thüringischen Erbansprüche zugunsten des Markgrafen verzichtet hatte.
Trotz der politischen Instabilität blieb die wirtschaftliche Entwicklung ungebrochen. 1271 gründeten Zisterzienserinnen ein Kloster im Nordosten der Stadt, das 1291 von der Bruderschaft der Wilhelmiten übernommen wurde. Ein Gildebrief aus dem Jahr 1297 nennt 85 Mitglieder und zeugt von einer regen kaufmännischen Tätigkeit. Die befestigte Stadt bot Schutz und zog zahlreiche Menschen aus dem Umland an, was im 13. und 14. Jahrhundert zur Aufgabe mehrerer umliegender Dörfer führte. Zu den wüst gefallenen Orten zählen Eberhardshausen und Willershausen im Westen sowie Stempelshausen und Rengershausen im Süden.
Witzenhausen wurde bereits 1361 als Hauptort eines hessischen Amts erwähnt. Die jüdische Geschichte in Witzenhausen reicht bis ins 15. Jahrhundert zurück, als Landgraf Ludwig I. von Hessen in 1414 und 1415 zwei Juden individuelle Schutzbriefe erteilte. Ab 1416 gehörte das Umland von Witzenhausen zum Amtsbereich der in diesem Jahre bezogenen landgräflichen Burg Ludwigstein. Im Ort amtierte ein Stadtschultheiß. Die Stadt entwickelte sich im Spätmittelalter zu einem Zentrum des Tuchhandels. Witzenhausen war bekannt für seine Wollproduktion, und die in der Stadt hergestellten Tuche fanden Absatz in ganz Europa. 1479 zerstörte ein Stadtbrand weite Teile der Bebauung: 225 Häuser, darunter das Rathaus, sollen betroffen gewesen sein. Im Zuge des Brandes gingen auch sämtliche städtische Urkunden verloren. Die Stadt war daher gezwungen, ihre Privilegien aus dem Gedächtnis zu rekonstruieren und dem Landgrafen zur erneuten Bestätigung vorzulegen. Der Wiederaufbau begann umgehend. Ein Beispiel ist das auf das Jahr 1480 datierte Fachwerkhaus Marktgasse 2. Weitere Gebäude aus dieser Phase sind in der Ermschwerder Straße erhalten.

### Frühe Neuzeit
Nach vorübergehender Ausweisung der Juden aus der Landgrafschaft Hessen wurden sie seit 1532 wieder aufgenommen. Landgraf Philipp I. von Hessen erteilte die ersten Schutzbriefe für die in Witzenhausen aufgenommenen Juden. In 1539 erließ er zugleich jedoch eine restriktive Judenordnung, nach der u. a. durch Zwangspredigten Juden zum christlichen Glauben missioniert werden sollten. Im Laufe des 16. Jahrhunderts nahm die Zahl der Juden in der Stadt dennoch zu. Die erste belegbare Erwähnung der Kirsche in Witzenhausen stammt vom 18. November 1573, als in einem nachbarschaftlichen Rechtsstreit die Kersebere (mhd.) erwähnt wurde. Es gibt Hinweise, dass die aus Kleinasien stammende Kirsche, möglicherweise bereits zur Zeit des Mönchsordens der Wilhelmiten (1392 bis 1528) im Werratal kultiviert wurde. Damit zählt das Witzenhäuser Anbaugebiet zu den ältesten Kirschengebieten in Deutschland. In der zweiten Hälfte des 16. Jahrhunderts hatten sich die wirtschaftlichen Bedingungen in der Stadt konsolidiert. Zimmerleute und Steinmetze kamen nach Witzenhausen, um im Auftrag wohlhabender Bürger standesgemäße Fachwerkhäuser zu errichten. Aus dieser Zeit haben sich Reste historischer Bausubstanz in der Ermschwerder Straße, der Marktgasse, Am Brauhaus oder rund um den Kespermarkt erhalten. Das nach dem Stadtbrand von 1479 zunächst provisorisch wiedererrichtete Rathaus wurde 1590 als repräsentativer Steinbau neu errichtet. Die wirtschaftliche Blüte der Stadt spiegelt sich auch in einer Gildenliste aus dem Jahr 1592 wider. Diese nennt unter anderem die Hansegrebengilde, die Bäckerzunft sowie die Zünfte der Schuster, Wollweber, Leineweber, Schmiede, Schneider, Fleischhauer, Schreiner und Waldleute. Wichtigstes Exportgut der Stadt waren zu dieser Zeit wollene Tuche, die in Witzenhausen gewebt und über Leipzig in den Osthandel sowie über Osnabrück in die Niederlande exportiert wurden. Um die Qualität der Tuchwaren zu steigern, ließ Landgraf Moritz im Jahr 1596 englische Tuchmacher und Weber in die Stadt holen.
Im Jahr 1599 forderte die Pest in Witzenhausen etwa 900 Todesopfer und damit nahezu die Hälfte der damaligen Bevölkerung. Während des Dreißigjährigen Krieges wurde die Stadt 1623 kampflos durch Truppen unter General Tilly eingenommen. 1632 kam es zur Plünderungen durch kaiserliche Soldaten. In den folgenden Jahren floh die Bevölkerung mehrfach in das benachbarte Hann. Münden, um sowohl den kriegerischen Auseinandersetzungen als auch der erneut aufflammenden Pest (1635–1636) zu entkommen. Erst im April 1638 kehrten die Bewohner dauerhaft nach Witzenhausen zurück. Im Jahre 1664 wurde das Amt Ludwigstein mit dem Stadtschultheißenamt Witzenhausen vereint, wodurch Witzenhausen Hauptort des Amts Witzenhausen wurde. Der Wiederaufbau nach dem Krieg war mühsam, und es dauerte Jahrzehnte, bis sich die Stadt wirtschaftlich erholte. Den Status einer wirtschaftlich prosperierenden Handelsstadt, lohnender Standort für Handwerker und Kaufleute, konnte der Ort jedoch nicht wieder erlangen. Ferner entwickelte sich zu dieser Zeit in Witzenhausen eine bedeutende jüdische Gemeinde mit einem Landrabbinat und einer Talmudschule.
Von 1807 bis 1813 war die Stadt Hauptort des Kantons Witzenhausen im napoleonischen Königreich Westphalen. Ein schwerer Stadtbrand im Jahr 1809 verursachte verheerende Schäden: 241 Gebäude wurden zerstört, darunter das Rathaus, das ehemalige Kloster sowie zwei der städtischen Mühlen. Über 1.000 Menschen wurden obdachlos, und der Sachschaden belief sich auf rund 3 Millionen Reichstaler – eine für die damalige Zeit hohe Summe. Mit dem Brand gingen auch zahlreiche historische Dokumente verloren, was zu erneuten Lücken in der schriftlichen Überlieferung der Stadgeschichte führte. Nach der kurzen Episode der napoleonischen Herrschaft wurde Witzenhausen im Rahmen der Verwaltungsreform unter Kurfürst Wilhelm II. 1821 Kreisstadt des kurhessischen Landkreises Witzenhausen. Zugleich war die Stadt Sitz des Amtsgerichtes Witzenhausen.

### Industrialisierung und Modernisierung

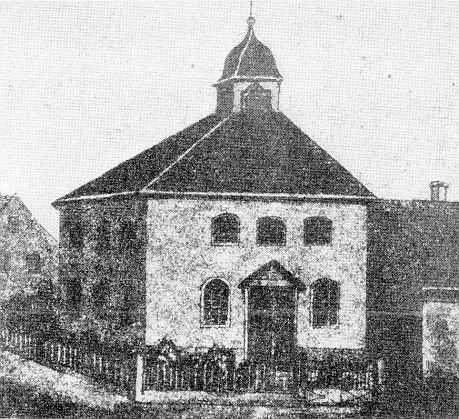
Witzenhäuser Synagoge im 19. Jahrhundert

Während der Industriellen Revolution siedelten sich Papierfabriken im Gelstertal an und mittelständische Tabakmanufakturen verarbeiteten einheimisches und importiertes Gewächs zu Zigarren. Jacob Grimm, einer der Brüder Grimm und Mitglied der „Göttinger Sieben“, machte 1837 auf seinem Weg ins Exil in Kassel einen Zwischenhalt in Witzenhausen, nachdem er aus dem Königreich Hannover vertrieben worden war. Begleitet von zwei Professorenkollegen wurde er im Gasthaus Zur Krone aufgenommen und hielt am selben Abend auf dem Marktplatz eine viel beachtete Freiheitsrede. Zu Ehren dieses Ereignisses wurde 2013 eine Statue von Jacob Grimm auf dem Witzenhäuser Marktplatz errichtet. Im 19. Jahrhundert zählte die jüdische Gemeinde über 200 Mitglieder. Eine Synagoge, eine jüdische Schule und ein Friedhof prägten das Gemeindeleben. Die Juden in Witzenhausen, die ihren Lebensunterhalt vor allem im Vieh- und Pferdehandel, aber auch als Handwerker verdienten, lebten im 19. Jahrhundert zumeist in wirtschaftlich gesicherten Verhältnissen. Ende des 18. und im 19. Jahrhundert wurde der Kirschenanbau zu einem bedeutenden Wirtschaftsfaktor und verdrängte den zuvor betriebenen Weinbau. Die Anzahl der Kirschbäume stieg von 13.300 im Jahr 1882 auf etwa 150.000 im Jahr 1970, wobei rund 40 % der Bäume Sauerkirschen waren. Viele Familien nutzten den Kirschenanbau als Nebenerwerb, was dazu führte, dass etwa jeder dritte Haushalt im Witzenhäuser Raum Kirschbäume pflanzte und durchschnittlich 50 Bäume pro Haushalt besaß. Die günstigen Standortbedingungen, einschließlich der kalkhaltigen, gut durchlüfteten Böden und der umliegenden Berge, die vor Spätfrösten schützten, trugen wesentlich zum Erfolg des Kirschenanbaus bei. Mit der Inbetriebnahme der Halle-Casseler-Eisenbahn wurde Witzenhausen in 1872 an das Eisenbahnnetz angeschlossen. Ende des 19. Jahrhunderts setzte sich die Modernisierung der städtischen Infrastruktur fort. 1899 erhielt Witzenhausen elektrisches Licht. Drei Jahre später, im Jahr 1902, wurde die Stadt an das Wasserleitungssystem angeschlossen. Die Gelstertalbahn, die 1915 in Betrieb genommen wurde, stärkte die Anbindung der Stadt weiter und führte zur Errichtung eines zweiten Bahnhofs, des Südbahnhofs.

### Kolonialzeit
Im Jahre 1899 wurde die Deutsche Kolonialschule gegründet, um Übersiedler in die deutschen Kolonien landwirtschaftlich auszubilden. Die deutschen Siedlungen gründeten auf einem völkischen Rassismus und zielten vorrangig auf die Ausbeutung von landwirtschaftlichen und mineralischen Rohstoffen ab. In Berichten in der internen Zeitung der Kolonialschule Der Deutsche Kulturpionier legten Schüler der Kolonialschule Zeugnis von ihrer Beteiligung am Völkermord an den Herero und Nama ab. Die Nachfolgeeinrichtungen gelten heute mit dem Sitz des Fachbereichs Ökologische Landwirtschaft der Universität Kassel, als bedeutendes Zentrum der nachhaltigen Landwirtschaft.

### Weimarer Republik
Zum 30. Oktober 1928 wurde die bis dahin selbständige Gemeinde Bischhausen in die Stadt Witzenhausen eingemeindet. Sie ist heute Bestandteil der Kernstadt.
Dass es in Witzenhausen bereits in den 1920er Jahren antisemitische Strömungen gegeben haben muss, zeigt sich daran, dass sich in der Kleinstadt damals ein Verein zur Abwehr des Antisemitismus bildete. Insbesondere die Deutsche Kolonialschule, an der ein völkisch-rassistisch begründeter Nationalismus, ein starker Antisemitismus und Militarismus herrschten, entwickelte sich zur „Keimzelle des Nationalsozialismus“ in der Region. Kolonialschüler gründeten 1928 die NSDAP- und SA-Ortsgruppe in Witzenhausen. Aufgrund des starken Zulaufs entstand auch eine eigene SA-Gruppe an der Schule. Ein Vorbote der folgenden schweren Verfolgungen und Repressionen gegen die jüdische Bevölkerung war der Überfall auf das Lager des jüdischen Wanderbundes Brith Haolim in Wendershausen, einem Stadtteil von Witzenhausen, im Jahr 1932: Am 5. August wurden Teilnehmer des Wanderbundes von etwa 30 bis 40 Nationalsozialisten, größtenteils Schülern der staatlichen Kolonialschule in Witzenhausen, brutal überfallen. Dieser Vorfall führte zu einem Gerichtsprozess, in dem die Angreifer vom damaligen Kasseler Rechtsanwalt Roland Freisler, dem späteren berüchtigten Präsidenten des Volksgerichtshofs, verteidigt wurden. Am 12. Oktober 1932 wurden die Schuldigen letztinstanzlich vom Reichsgericht Leipzig zu viermonatigen Haftstrafen verurteilt.

### Nationalsozialismus
Im nationalsozialistischen Deutschland wurde die jüdische Gemeinde von Witzenhausen schwer getroffen. 1933 lebten noch 111 jüdische Bürger in der Stadt (2,3 % von 4.922 Einwohnern). Aufgrund der Folgen des wirtschaftlichen Boykotts, der zunehmenden Entrechtung und der Repressalien gingen in den folgenden Jahren mehr als 30 Personen ins Exil und mehr als 40 weitere verzogen in größere Städte. Die Jüdische Elementarschule wurde am 1. Dezember 1933 geschlossen. Wie in Kassel kam es während der Novemberpogrome 1938 bereits am 8. November zu Aktionen gegen die jüdische Bevölkerung. Am Abend dieses Tages wurden von einer großen Zahl von Menschen jüdische Geschäfte, die Synagoge und die Jüdische Schule völlig demoliert. Den ganzen 9. November über gingen die Pogromaktionen weiter. Die Steinstraße und der Marktplatz waren schließlich übersät von zerstörten Kultgegenständen. Am Abend des 9. November wurde die Synagoge niedergebrannt. Auch das benachbarte Wohnhaus und die Jüdische Schule wurden angezündet. Bewaffnete Schlägerbanden von SA und SS drangen gewaltsam in jüdische Wohnungen und Geschäfte ein und trieben die jüdischen Bewohner unter Verhöhnungen und Misshandlungen durch die Straßen. Die Wohnungen wurden geplündert, das Mobiliar aus den Fenstern geworfen und zerstört. Viele der jüdischen Männer wurden verhaftet und in das KZ Buchenwald verschleppt. Etwa zeitgleich zwangen die NS-Behörden die jüdischen Geschäftsinhaber, ihre Läden aufzugeben. Mit „Inventurverkäufen“ versuchten die betroffenen Juden noch vor Schließung der Läden ihre Ware zu veräußern. Zu Kriegsbeginn hatten die meisten jüdischen Bewohner ihren Heimatort bereits verlassen. Die in Witzenhausen Verbliebenen – Anfang 1941 waren es knapp 60 Menschen – lebten zusammengepfercht in wenigen Häusern in der Marktgasse. Im Dezember 1941 wurde ein Großteil von ihnen in Ghettos nach Osteuropa verfrachtet; die noch in Witzenhausen Verbliebenen deportierten die NS-Behörden im September 1942 ins KZ Theresienstadt. 1943 konnten die NS-Behörden vermelden, dass Witzenhausen nun "judenfrei" sei. Von den in Witzenhausen geborenen und/oder längere Zeit am Ort wohnhaften Juden wurden 76 während des Holocaust ermordet.
Am 7. April 1945 endete der Zweite Weltkrieg für die Stadt Witzenhausen. Beim Einmarsch der US-Truppen wurde die Werrabrücke von den sich zurückziehenden deutschen Truppen gesprengt.

### Nachkriegszeit
Im Juni 1945 internierte die US-Armee die deutschen Raketenforscher Wernher von Braun, Walter Dornberger, Helmut Gröttrup und weitere 120 Spezialisten der Heeresversuchsanstalt Peenemünde für knapp drei Monate in Witzenhausen, u. a. im Collmannhaus in der Steinstraße, im Krankenhaus und in Privatquartieren. Sie wurden aus einem Lager in Garmisch-Partenkirchen und aus der Umgebung von Bleicherode kurz vor der Übergabe Thüringens an die Rote Armee zusammengefasst, um sie im Rahmen der Operation Overcast für die Raketenentwicklung in den USA anzuwerben.
Die endgültige Festlegung der Zonengrenzen durch die westlichen Besatzungsmächte erfolgte erst Ende Juli 1945. Dabei wurde Bremen mit Bremerhaven als Hafen zur amerikanischen Enklave in der britischen Besatzungszone. Die US-Zone wurde so abgegrenzt, dass der Weg von Bremen durch britisches Gebiet relativ kurz war. Daher wurde das ehemalige Kurhessen, einschließlich der Provinz Hessen-Nassau und des Kreises Witzenhausen, der amerikanischen Besatzungszone zugeordnet, die erst am 15. März 1991 mit dem Inkrafttreten des Zwei-plus-Vier-Vertrages völkerrechtlich ihre Wirkung verlor, als Deutschland die volle Souveränität wiedererlangte.
Nach dem Ende des Zweiten Weltkriegs begann für Witzenhausen die Herausforderung, sich in der Nachkriegszeit neu zu organisieren und den Alltag unter den veränderten Bedingungen zu bewältigen. Die Stadt war stark überfüllt, da zahlreiche Flüchtlinge, Ausgebombte und ehemalige Zwangsarbeiter in Witzenhausen Zuflucht gefunden hatten und oft nicht wussten, ob oder wann sie in ihre Heimat zurückkehren könnten. Eine Statistik der Stadtverwaltung vom September 1945 zeigt, dass im Stadtgebiet 10.853 Menschen lebten – mehr als doppelt so viele wie vor dem Krieg. Die Wohnsituation war äußerst angespannt, da nur etwa 5.000 Zimmer zur Verfügung standen. Statistisch gesehen mussten sich daher 2,2 Personen einen Raum teilen, wobei viele dieser Zimmer durch die amerikanischen Besatzungstruppen belegt waren. Die vordringlichsten Probleme in den ersten Nachkriegsjahren bestanden in der Versorgung der Bevölkerung mit Nahrung, Obdach und Brennmaterial. Die Stadtverwaltung war in dieser Zeit stark damit beschäftigt, beschlagnahmte Ressourcen wie Pferde, Wagen, Fahrräder, Dachziegel, Brennholz und Kohlen bestmöglich zu verteilen, um die Grundversorgung sicherzustellen. Die eigentliche Macht in Witzenhausen lag jedoch bei der Militärregierung, die die Einhaltung von „Ruhe und Ordnung“ überwachte. Ein besonderes Augenmerk legten die Behörden auf die Bekämpfung von Plünderungen und Diebstählen sowie auf den Umgang mit den vielen obdachlosen und entwurzelten Menschen. Ein weiteres Problem stellten die sogenannten „Veronikas“ dar – Frauen, die aufgrund von Verdacht auf Geschlechtskrankheiten festgenommen wurden und unter Bewachung im Lazarett im Klostergebäude in der Steinstraße untergebracht waren. Die amerikanische Militäradministration konzentrierte sich in den ersten Jahren nach Kriegsende nicht nur auf die Wiederherstellung von Ruhe und Ordnung, sondern verfolgte auch das Ziel, der Entnazifizierung und strafrechtlichen Verfolgung von Personen, die das NS-Regime unterstützt hatten. Viele derjenigen, die das nationalsozialistische System unterstützt hatten, mussten nun um ihre Zukunft bangen.
Bereits 1946 wurde am Platz der Synagoge ein Gedenkstein errichtet, der mit folgender Inschrift an die Opfer der nationalsozialistischen Verbrechen gegen die Menschlichkeit erinnert: "Nach unmenschlichen Grausamkeiten mussten 55 Männer, Frauen und Kinder der jüdischen Gemeinde Witzenhausen in Konzentrationslagern ihr Leben lassen. An dieser Stätte fiel am 9.11.1938 die Synagoge dem nationalsozialistischen Terror zum Opfer." Dieser Stein wurde 1951 auf den jüdischen Friedhof versetzt, wo er bis heute steht. Ein später errichteter Gedenkstein zur Erinnerung an die Synagoge steht heute im Bereich des Grundstückes des ehemaligen, nicht mehr bestehenden jüdischen Schul-/Gemeindehauses. In Witzenhausen will eine Initiative erreichen, dass auch hier künftig "Stolpersteine" verlegt werden. Die schon seit Jahren bestehenden Bestrebungen sind aber bis auf den heutigen Tag (Stand: 2024) noch nicht realisiert worden.

### Deutsche Teilung
Während der Teilung Deutschlands war Witzenhausen ein wichtiger Grenzübergang. Seit 1952 galt entlang der Grenze zu Schleswig-Holstein, Niedersachsen, Hessen und Bayern eine Verordnung, die auf dem Gebiet der DDR ein 5 Kilometer breites Sperrgebiet vorsah. Jeder Grenzübertritt war fortan genehmigungspflichtig. Innerhalb dieses Sperrgebiets erstreckte sich ein 500 Meter breiter Schutzstreifen, vor dem ein 10 Meter breiter Kontrollstreifen lag. Für das Betreten des Sperrgebiets war eine Passierscheinpflicht erforderlich, und die Bewohner mussten sich registrieren lassen. Die DDR baute die innerdeutsche Grenze zunehmend aus, um die massenhafte Flucht ihrer Bürger in den Westen zu verhindern. Die Grenzaufsichtsstelle unterstand dem Zollkommissariat Witzenhausen, dessen Zuständigkeitsbereich von Neu-Eichenberg bis Kleinvach reichte. Im März 1964 kam es zu einem Grenzzwischenfall an der hessisch-thüringischen Zonengrenze bei Witzenhausen, als drei Jugendliche aus Hessen unwissentlich die Grenze überschritten und unter Beschuss von Grenzsoldaten der DDR gerieten. Ein 15-jähriger wurde bei diesem Vorfall schwer verletzt.
Seit 1967 wird in Witzenhausen traditionell zur Kirschernte Anfang Juli eine Kirschenkönigin gewählt. Gemeinsam mit ihren Prinzessinnen repräsentiert sie die Stadt und das umliegende Kirschenanbaugebiet für die Dauer eines Jahres. Die Wahl findet auf dem Marktplatz statt und ist Teil der regionalen Festkultur rund um den Kirschenanbau. Der 1971 in Witzenhausen gegründete Fachbereich Landwirtschaft der Universität Kassel richtete 1981 die weltweit erste Professur für ökologischen Landbau ein. Daraus entwickelte sich 1996 der weltweit erste eigenständige Fachbereich Ökologische Agrarwissenschaften. Somit zählt die Stadt zu den kleinsten Universitätsstandorten Deutschlands.
Im Zuge der Gebietsreform in Hessen wurden zum 1. Oktober 1971 die bis dahin selbständigen Gemeinden Dohrenbach, Hundelshausen und Wendershausen auf freiwilliger Basis eingegliedert. Am 31. Dezember 1971 kamen Unterrieden und die am 17. September 1945 durch die Regelungen im Wanfrieder Abkommen von Thüringen nach Hessen gewechselten Orte Neuseesen und Werleshausen ebenfalls freiwillig hinzu. Albshausen, Berlepsch-Ellerode, Blickershausen, Ellingerode, Ermschwerd, Gertenbach, Hubenrode, Kleinalmerode, Roßbach und Ziegenhagen folgten am 1. Januar 1974 kraft Landesgesetz. Für alle ehemals eigenständigen Gemeinden wurde je ein Ortsbezirk mit Ortsbeirat und Ortsvorsteher nach der Hessischen Gemeindeordnung gebildet.
Im März 1983 wurden in über 500 Haushalten in Witzenhausen und Neu-Eichenberg dank eines Pilotprojekts von Witzenhäuser Studenten die ersten „Grünen Tonnen“ verteilt. Die Aktion stieß auf große Resonanz in der Bevölkerung und wurde in der Folge fortgeführt und weiterentwickelt. Das Projekt gilt als Geburtsstunde der Biotonne in Deutschland. Unter anderem besuchten später auch prominente Persönlichkeiten wie Prinz Charles und der Rennfahrer Jody Scheckter die Kompostanlage.
Am 12. November 1989, nach der Öffnung des Grenzübergangs Herleshausen am 10. November, der auf dem Berliner Mauerfall folgte, wurde auch der Grenzübergang bei Witzenhausen für Fußgänger und später auch für Fahrzeuge geöffnet. Der Übergang wurde in deutsch-deutscher Gemeinschaftsarbeit notdürftig hergerichtet. Menschen aus Ost und West passierten den Grenzbereich, der jahrzehntelang Deutschland getrennt hatte, nur mit einem Personalausweis. Es kam zu emotionalen Szenen der Freude, als Wildfremde sich in den Armen lagen, Sektflaschen geköpft wurden und die Menschen sangen und lachten. An diesem Wochenende bildeten sich kilometerlange Staus an den Grenzen, im Werra-Meißner-Kreis wurde mehr als 15.000 Mal Begrüßungsgeld beantragt und viele Geschäfte blieben nachts geöffnet.

### 21. Jahrhundert
Im Rahmen der Deutschen Meisterschaft im Kirschkernweitspucken im Jahr 2009 kam es zu einem Vorfall, bei dem manipulierte Kirschkerne verwendet wurden. Die Kerne waren mit Lötzinn gefüllt und mit einer Lackschicht überzogen, um ein höheres Gewicht und damit größere Weiten zu erzielen. Der Vorfall sorgte überregional für Aufmerksamkeit. Seit 2017 trägt Witzenhausen offiziell den Titel „Biostadt“ in der Modellregion Ökolandbau Werra-Meißner-Kreis. Die Stadt verfolgt dabei das Ziel, ökologische Lebensräume zu schaffen, die ökologische Warenwirtschaft zu fördern und Bildung für nachhaltige Entwicklung zu stärken. In Witzenhausen und seinen Ortsteilen sind über 60 Initiativen und Betriebe aktiv, die sich einer nachhaltigen Land- und Lebensmittelwirtschaft widmen. Der Kirschbestand wird um 2020 auf einem ähnlichen Niveau wie 1970 geschätzt, wobei der Anteil der Sauerkirschen auf etwa 20 % gesenkt wurde. Der Anbau ist mittlerweile wirtschaftlicher orientiert, und traditionelle hochstämmige Baumformen werden zunehmend durch kleinkronige Züchtungen ersetzt, die höhere Erträge liefern.
Über 1.000 Studierende, darunter viele internationale, sind in deutsch- und englischsprachigen Studiengängen des Fachbereichs Ökologische Landwirtschaft der Universität Kassel eingeschrieben und prägen somit das Stadtleben nachhaltig.

### Einwohnerentwicklung
Die Entwicklung der Einwohner in Witzenhausen.
| Jahr | Einwohner |
| ---- | --------- |
| 1598 | ~2000     |
| 1599 | ~1100     |
| 1745 | 1625      |
| 1871 | 3255      |
| 1875 | 3194      |
| 1885 | 3132      |
| 1890 | 3216      |
| 1895 | 3270      |
| 1905 | 3788      |
| 1910 | 4065      |

| Jahr | Einwohner |
| ---- | --------- |
| 1925 | 4323      |
| 1933 | 4922      |
| 1939 | 5404      |
| 1946 | 8031      |
| 1950 | 8395      |
| 1956 | 8005      |
| 1961 | 7940      |
| 1967 | 7947      |
| 1970 | 7573      |

Einwohnerentwicklung von 1890 bis 2018 (Gebietsstände in blau und rot) und Prognose von 2009 bis 2030 (grün) nach nebenstehenden Tabellen. Entgegen der Prognose zeigt die reale Entwicklung ab 2012 ein Wachstum

Heutiger Gebietsstand (einschließlich der heute eingegliederten Orte)
| Jahr | Einwohner |
| ---- | --------- |
| 1961 | 16.649    |
| 1970 | 16.950    |
| 2003 | 16.111    |
| 2007 | 15.779    |
| 2012 | 14.840    |

| Jahr | Einwohner |
| ---- | --------- |
| 2015 | 14.949    |
| 2016 | 15.092    |
| 2017 | 15.163    |
| 2018 | 15.167    |
| 2022 | 16.194    |

## Politik

### Stadtverordnetenversammlung
Die Kommunalwahl am 14. März 2021 lieferte folgendes Ergebnis, in Vergleich gesetzt zu früheren Kommunalwahlen:
| Stadtverordnetenversammlung – Kommunalwahlen 2021 | Stadtverordnetenversammlung – Kommunalwahlen 2021                                                    |
| --- | --- |
| Stimmenanteil in %Wahlbeteiligung 56,4 % 3020100 28,624,018,68,37,26,73,73,0 SPDCDUGrüneFWGAfWeFDPLinkePARTEIGewinne und Verlusteim Vergleich zu 2016 %p 4 2 0 −2 −4 −6 −8−6,4−3,3+2,7+0,5+2,4+2,0−0,8+3,0SPDCDUGrüneFWGAfWFDPLinkePARTEIAnmerkungen:e Alternativen für Witzenhausen | SitzverteilungInsgesamt 36 Sitze - Linke: 1 - SPD: 11 - AfW: 3 - Grüne: 7 - FWG: 3 - CDU: 9 - FDP: 2 |

| SPD                  | Sozialdemokratische Partei Deutschlands     | 28,6  | 11   | 35,0  | 11   | 40,4  | 15   | 42,1  | 16   | 44,6  | 17   |
| CDU                  | Christlich Demokratische Union Deutschlands | 24,0  | 9    | 27,3  | 9    | 28,5  | 11   | 34,3  | 13   | 32,7  | 12   |
| Grüne                | Bündnis 90/Die Grünen                       | 18,6  | 7    | 15,9  | 5    | 20,2  | 7    | 11,9  | 4    | 10,7  | 4    |
| FWG                  | Freie Wählergemeinschaft                    | 8,3   | 3    | 7,8   | 2    | 5,2   | 2    | 8,0   | 3    | 6,3   | 2    |
| AfW                  | Alternativen für Witzenhausen               | 7,2   | 3    | 4,8   | 2    | —     | —    | —     | —    | —     | —    |
| FDP                  | Freie Demokratische Partei                  | 6,7   | 2    | 4,7   | 1    | 2,4   | 1    | 3,7   | 1    | 5,7   | 2    |
| Linke                | Die Linke                                   | 3,7   | 1    | 4,5   | 1    | 3,4   | 1    | —     | —    | —     | —    |
| PARTEI               | Die PARTEI                                  | 3,0   | 1    | —     | —    | —     | —    | —     | —    | —     | —    |
| Gesamt               | Gesamt                                      | 100,0 | 37   | 100,0 | 31   | 100,0 | 37   | 100,0 | 37   | 100,0 | 37   |
| Wahlbeteiligung in % | Wahlbeteiligung in %                        | 56,4  | 56,4 | 51,7  | 51,7 | 54,0  | 54,0 | 53,2  | 53,2 | 57,2  | 57,2 |

### Bürgermeister
Nach der hessischen Kommunalverfassung wird der Bürgermeister für eine sechsjährige Amtszeit gewählt, seit dem Jahr 1993 in einer Direktwahl, und ist Vorsitzender des Magistrats, dem in der Stadt Witzenhausen neben dem Bürgermeister ehrenamtlich ein Erster Stadtrat und sieben weitere Stadträte angehören. Bürgermeister ist seit dem 1. April 2024 Lukas Sittel (SPD), der in der Kommunalpolitik bis dahin Fraktionsvorsitzender seiner Partei war. Er setzte sich am 29. Oktober 2023 in einer Stichwahl gegen den Amtsinhaber Daniel Herz bei 52,72 Prozent Wahlbeteiligung mit 64,05 Prozent der Stimmen durch.
Amtszeiten der Bürgermeister
- 2024–2030 Lukas Sittel (SPD)[51]
- 2018–2024 Daniel Herz
- 2006–2018 Angela Fischer (CDU)[52]
- 1987–2006 Günter Engel (SPD)
- 1979–1987 Georg Michael Primus (FDP)
- 1963–1979 Rudolf Harberg (SPD)
- 1945–1948 Eduard Platner (CDU)

### Wappen
| Witzenhausen | Blasonierung: „In blauem Feld eine gezinnte silberne Stadtmauer mit großem gezinnten Tor und zwei kleineren Seitenpforten, dahinter ein gezinnter Mittelturm und zwei schmalere Seitentürme mit roten Kuppeldächern; im Tor unter dem gehobenen goldenen Fallgitter das goldene Gemerke W.“ |
| Witzenhausen | |

### Ortsbeiräte
Für die Ortsteile Albshausen, Berlepsch-Ellerode-Hübenthal, Blickershausen, Dohrenbach, Ellingerode, Ermschwerd, Gertenbach, Hubenrode, Hundelshausen, Kleinalmerode, Neuseesen, Roßbach, Unterrieden, Wendershausen, Werleshausen und Ziegenhagen bestehen Ortsbezirke nach Maßgabe der §§ 81 und 82 HGO und des Kommunalwahlgesetzes in der jeweils gültigen Fassung. Der Ortsbeirat des Ortsbezirks wird im Rahmen der Kommunalwahlen gewählt und bestimmt aus seiner Mitte den/die Ortsvorsteher/in. Die Ortsbezirksgrenzen entsprechen den Gemarkungen der eingegliederten ehemaligen Gemeinden.

### Partnerstädte
Witzenhausen unterhält Partnerschaften mit dem französischen Saint-Vallier (seit 1975), mit dem britischen Filton (seit 1978), mit dem italienischen Vignola (seit 1995) und mit dem ugandischen Kayunga (seit 2001). Die Partnerschaft zwischen Saint-Vallier und Witzenhausen kam durch einen Zufall zustande. Der Nachname des damaligen Bürgermeisters von Saint-Vallier lautete Witsenhausen-Adelmann. Als dieser im April 1972 auf einer Deutschlandreise den Namen „Witzenhausen“ auf einem Straßenschild erblickte, fuhr er dorthin, kontaktierte den damaligen Bürgermeister der Stadt Witzenhausen und es entstand die bis heute bestehende Partnerschaft. Seit 1979 führen Filton, Saint-Vallier und Witzenhausen eine Dreierpartnerschaft. Dieser Dreierbund trifft sich jedes Jahr abwechselnd in den einzelnen Ländern. Die Städtepartnerschaften und die Austauschtreffen werden seit 2008 von dem Verein „Städtepartnerschaften der Stadt Witzenhausen e. V.“ betreut bzw. organisiert.
Zwischen Saint-Vallier und der Gesamtschule Witzenhausen finden seit 1973 regelmäßig Schüleraustausche statt. Außerdem gab es einige Jahre lang einen Austausch zwischen der Gesamtschule Witzenhausen und Filton, einen Schüleraustausch zwischen der Highschool in 100 Mile House (Kanada, British Columbia) und der Gesamtschule Witzenhausen sowie einen Austausch zwischen dem Beruflichen Gymnasium und der Turlock High School (USA, Kalifornien).

## Kultur und Sehenswürdigkeiten

### Museen
Das Völkerkundliche Museum Witzenhausen
Die Ethnographische Sammlung des Völkerkundlichen Museums Witzenhausen umfasst ca. 2000 ethnographische Objekte, davon 1400 Stück, die von Freunden und Absolventen der ehemaligen Deutschen Kolonialschule Witzenhausen und seiner Nachfolgeeinrichtungen seit etwa 1900 zusammengetragen worden sind. Die 1976 gegründete Stiftung Völkerkundliches Museum Witzenhausen wird vom Deutschen Institut für tropische und subtropische Landwirtschaft (DITSL) zusammen mit der Stadt Witzenhausen getragen. Die Ausstellung zeigt ständig ca. 1200 Ethnographika auf 200 m². Das Leitthema ist die menschliche Gesellschaft in Bezug zur natürlichen Umwelt. Beispielhaft werden Geräte zur Gewinnung, Verarbeitung und zum Genuss von Nahrung sowie Kleidung, Schmuck und Waffen aus Agrarkulturen in West-, Süd- und Ostafrika sowie aus Melanesien, Polynesien und Südamerika gezeigt. Bildmaterial und Texttafeln ergänzen die Präsentation. Die Darstellung der Wirtschaftsformen erlaubt den Vergleich der Anpassungsstrategien der Völker an die jeweiligen naturräumlichen Bedingungen.
Gewächshaus für tropische Nutzpflanzen
Das Gewächshaus für tropische Nutzpflanzen wird durch die Universität für Forschung und Lehre genutzt, ist aber auch regelmäßig für Besucher geöffnet.

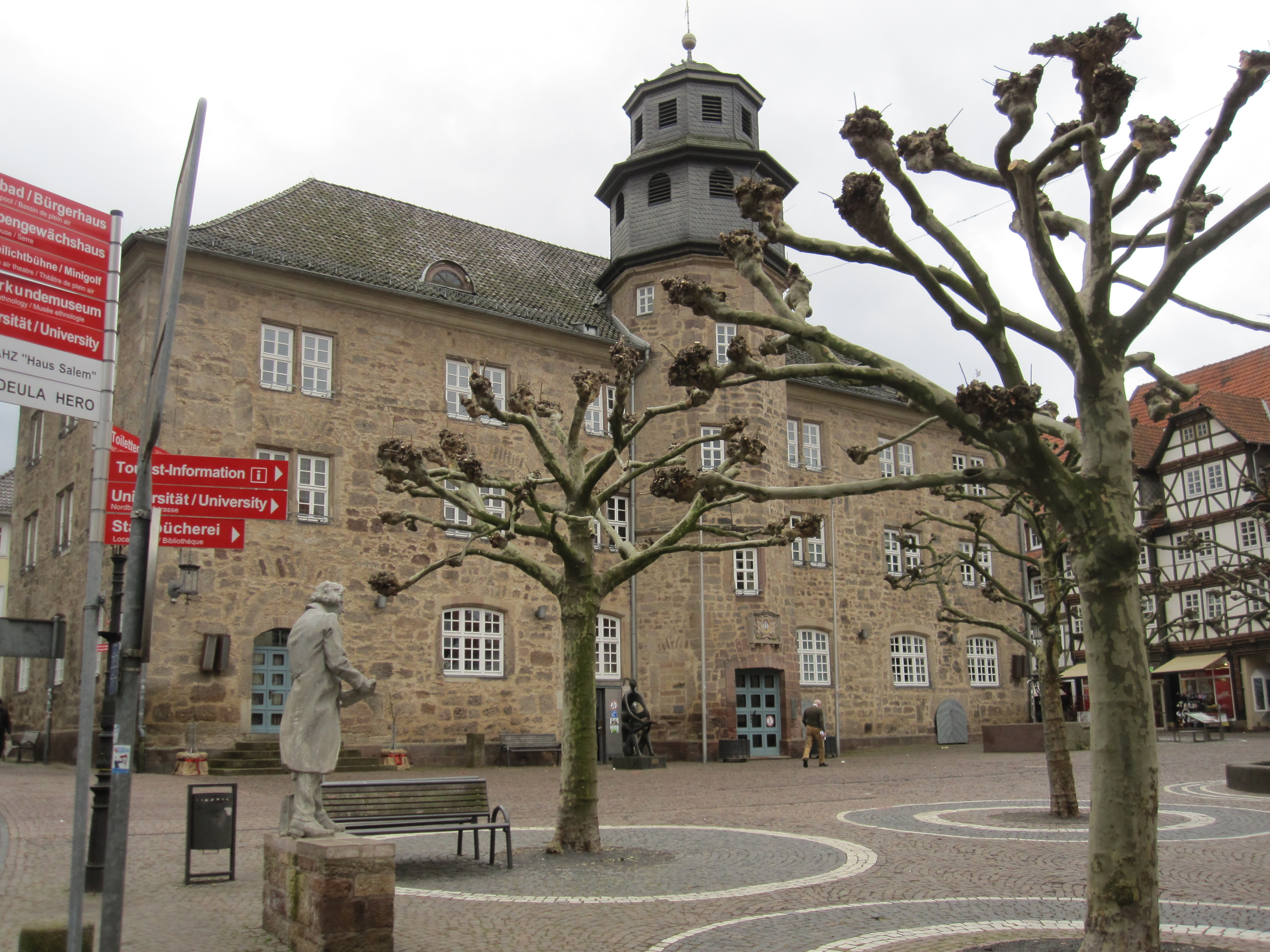
Rathaus am Marktplatz mit Statue Jacob Grimms

### Bauwerke
→Liste der Kulturdenkmäler in Witzenhausen
- Historischer Stadtkern mit verschiedenen bedeutenden Fachwerkhäusern:
  - historisches Rathaus
  - Grau’sches Haus
  - Rotes Haus
  - Steinernes Haus
  - Sommermann’sches Haus
  - Meinhard-Wedekind’sches Haus
  - Persch’sches Haus
  - Liebfrauenkirche

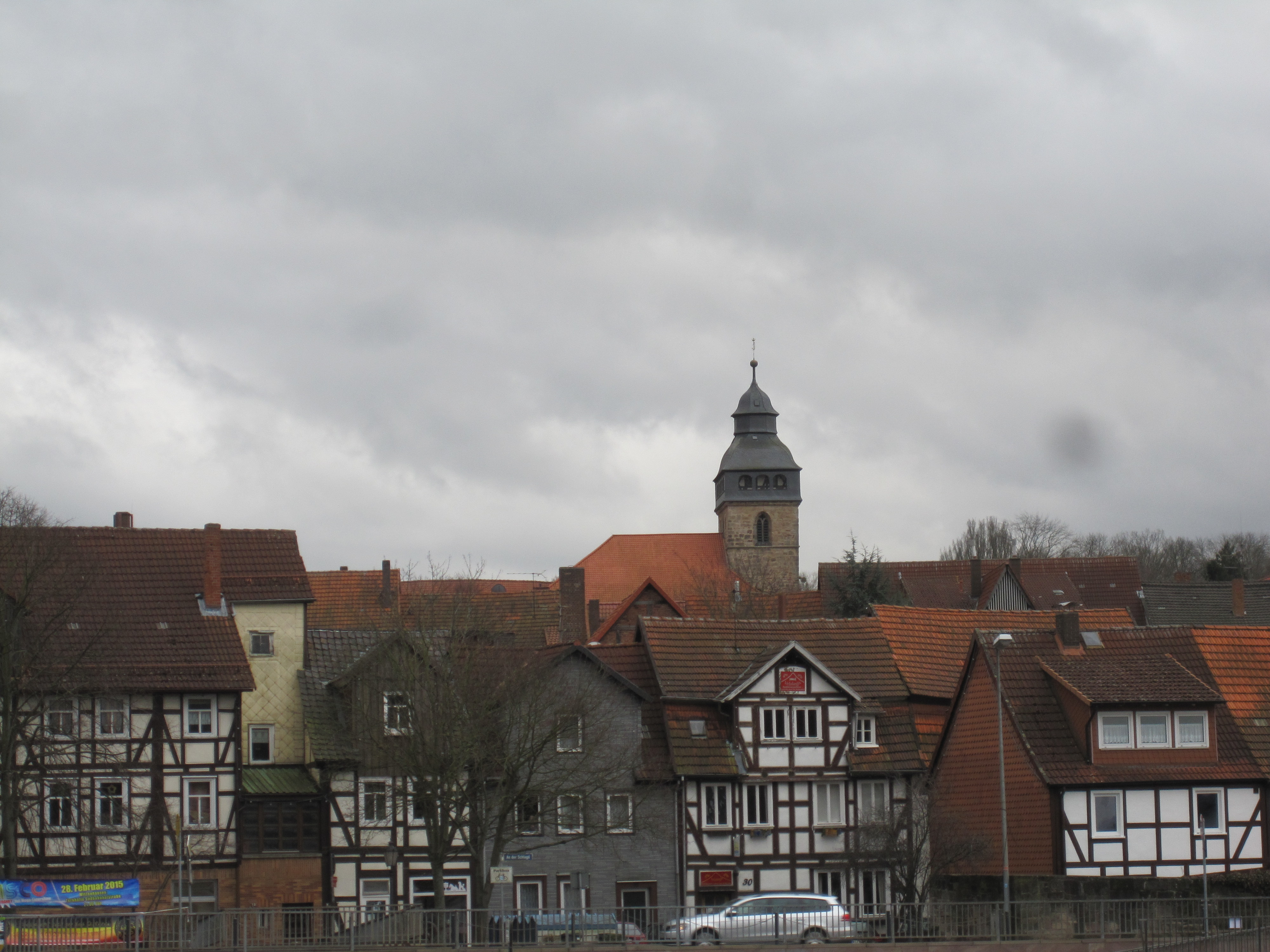
Liebfrauenkirche – die Altstadt überragend
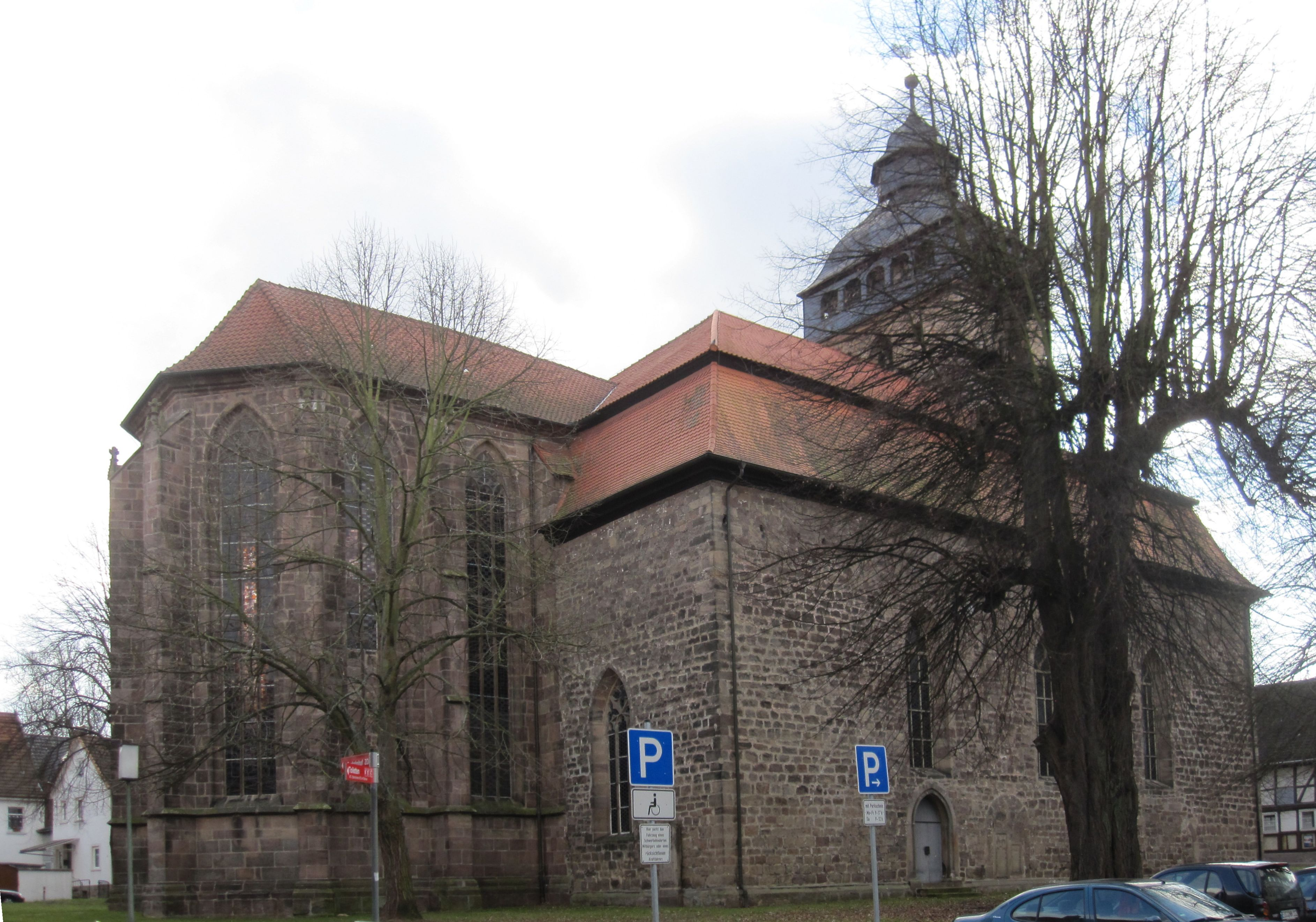
Nordseite der Liebfrauenkirche
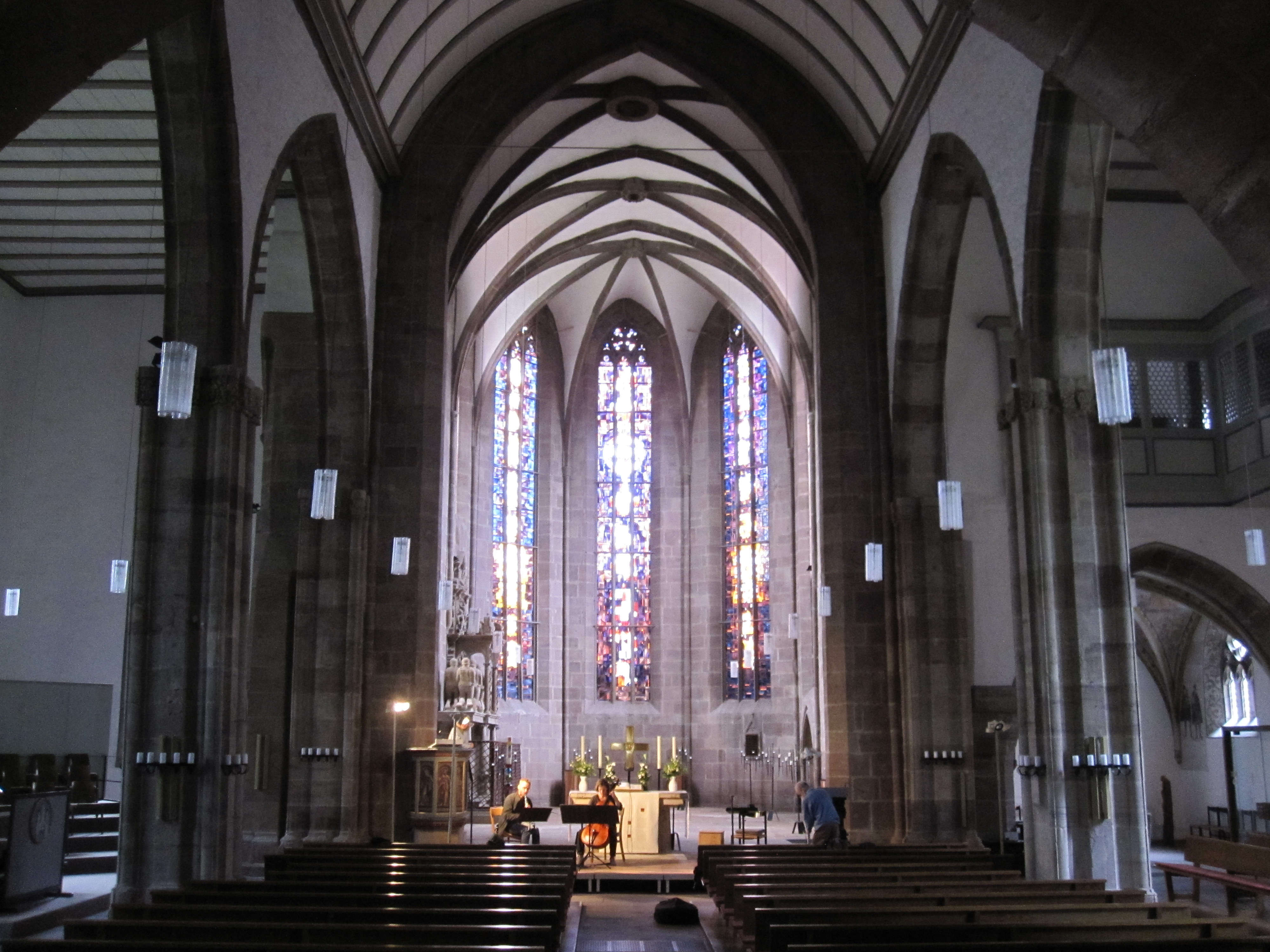
Liebfrauenkirche mit Ostchor
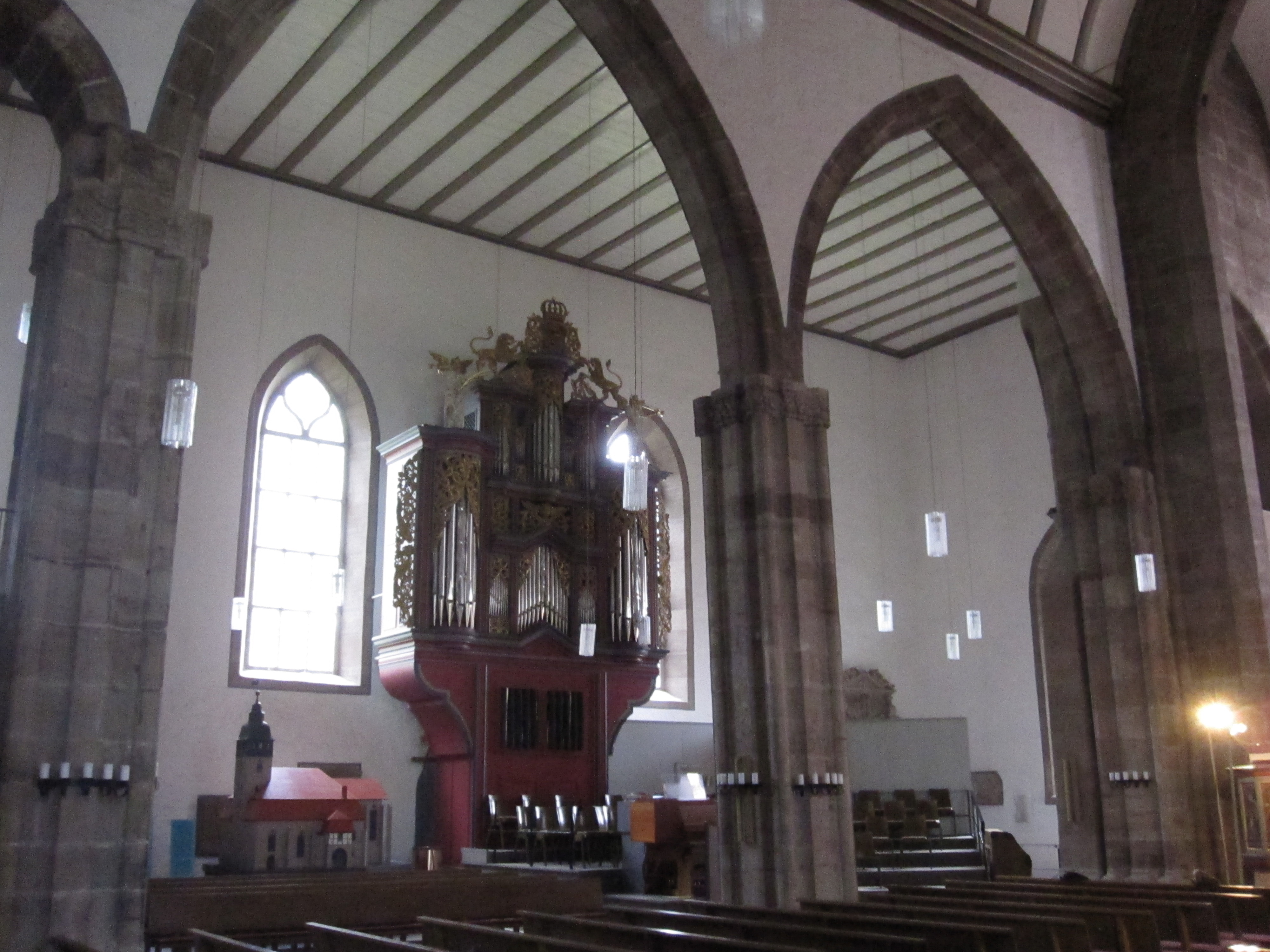
Nördliches Seitenschiff mit Orgel
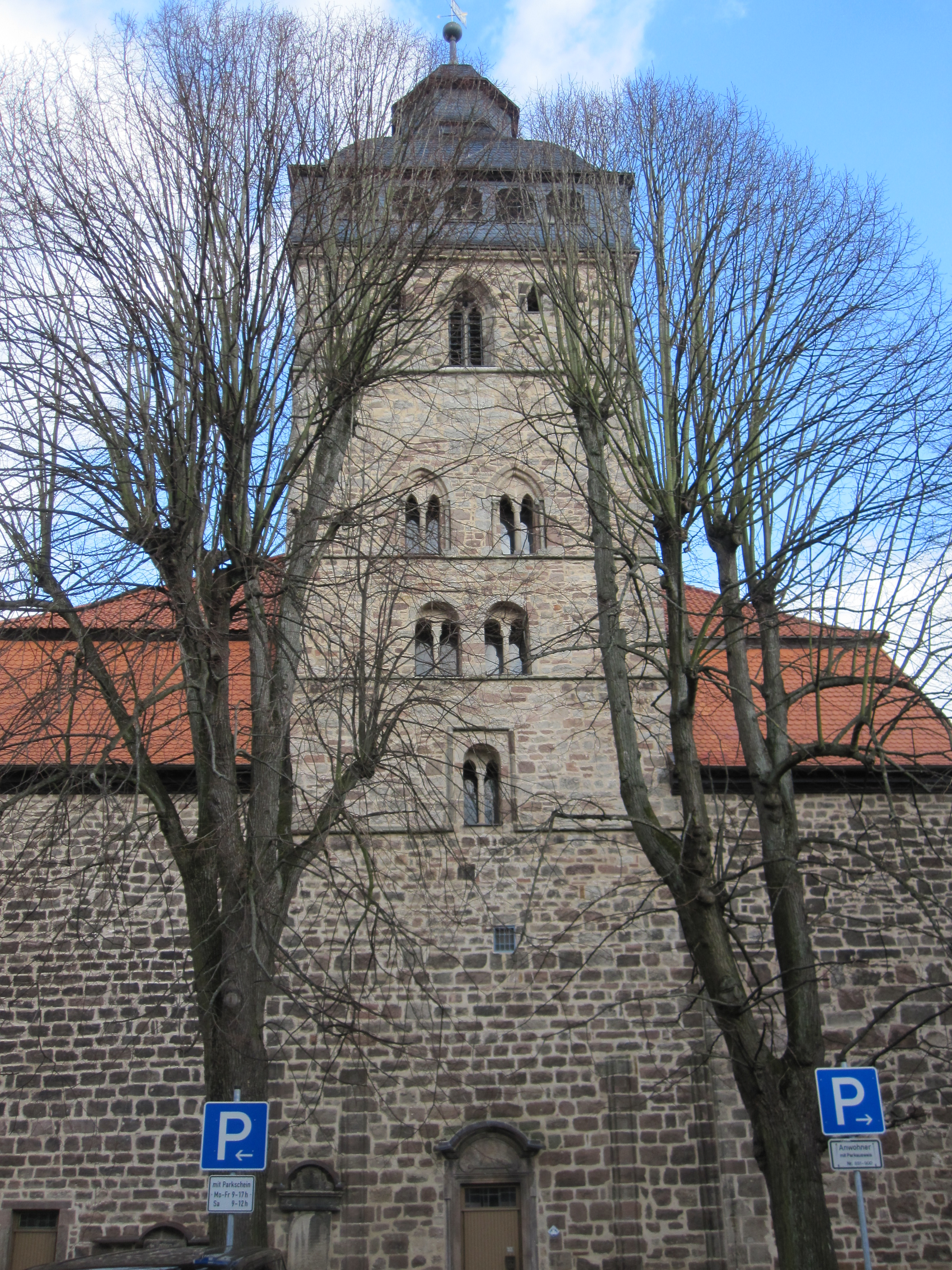
Westseite der Liebfrauenkirche mit romanischem Turm

- Erlöserkirche
- Teile der alten Stadtmauer mit Schalenturm, Eulenturm und Diebesturm, der als Aussichtsturm bestiegen werden kann[57]
- Leiterhäuschen
- ehemaliges Wilhelmitenkloster, Teil der Kolonialschule und heute Teil der Universität Kassel
- Gut Gelsterhof, Vorwerk der ehemaligen Kolonialschule
- Burg Ludwigstein, darin das Archiv der deutschen Jugendbewegung
- Schloss Berlepsch Schloss Berlepsch bei Witzenhausen

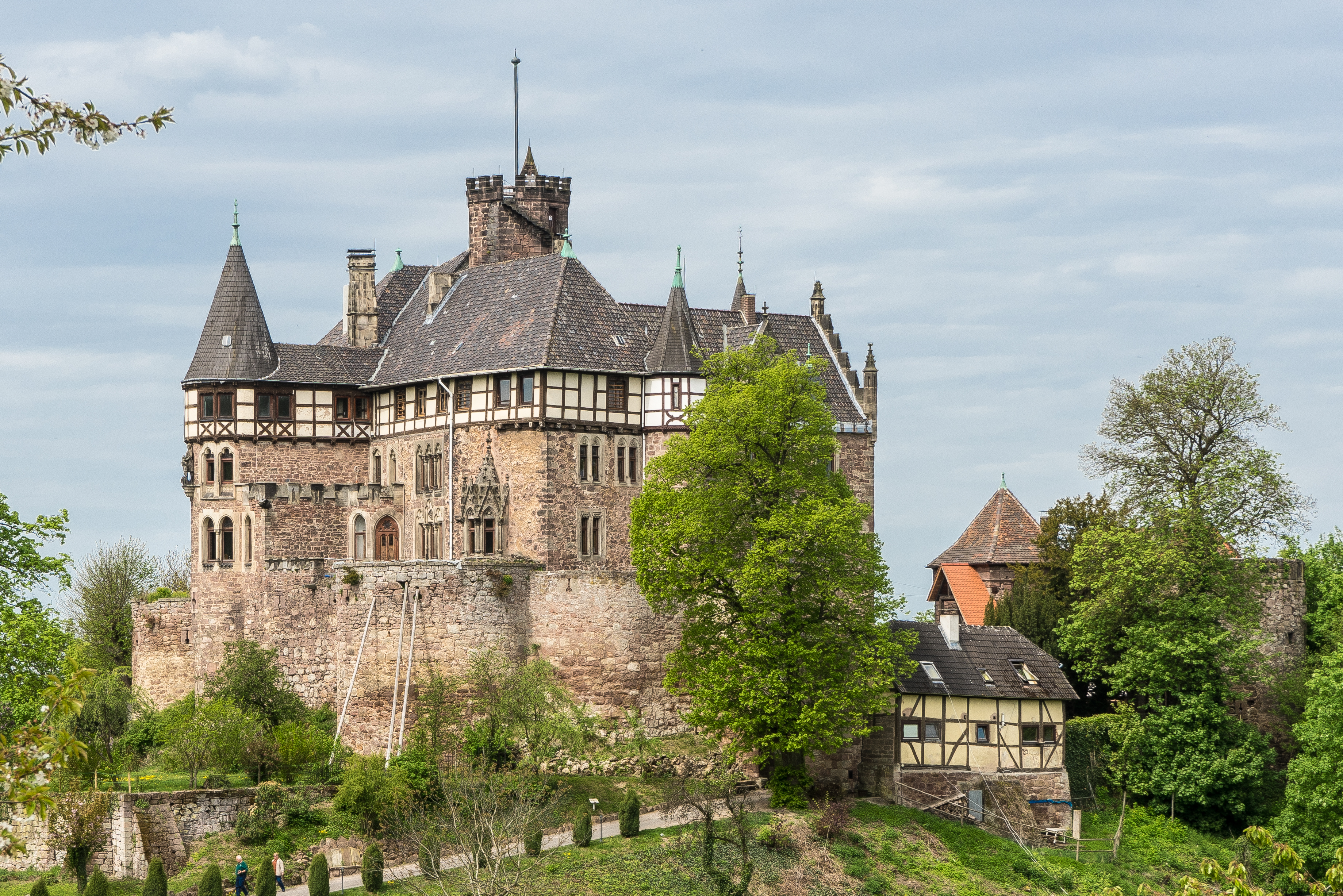
Schloss Berlepsch bei Witzenhausen

- Das schlossgleiche Herrenhaus im Renaissance-Stil im ehemaligen Rittergut Werleshausen, weit über die Werra hinaus bekanntes bauliches Wahrzeichen des Stadtteils Werleshausen.

### Parks
- Stadtpark mit Schwanenteich (ehemaliger Löschwasserteich)
- Johannisbergpark

### Regelmäßige Veranstaltungen
- Kesperkirmes: Altstadtfest mit Wahl der Kirschenkönigin, Deutsche Meisterschaft im Kirschsteinweitspucken
- CherryMan (Jedermann-Triathlon)[58]
- Bilstein-Marathon in Kleinalmerode
- Erntedank- und Heimatfest (jährlich am vierten Wochenende im August)
- Witzenhausen war Startpunkt der 3. Etappe des Radsportrennens Deutschland Tour 2006
- Weihnachtsmarkt
- Keller-Treppen-Hinterhöfe

## Wirtschaft und Infrastruktur

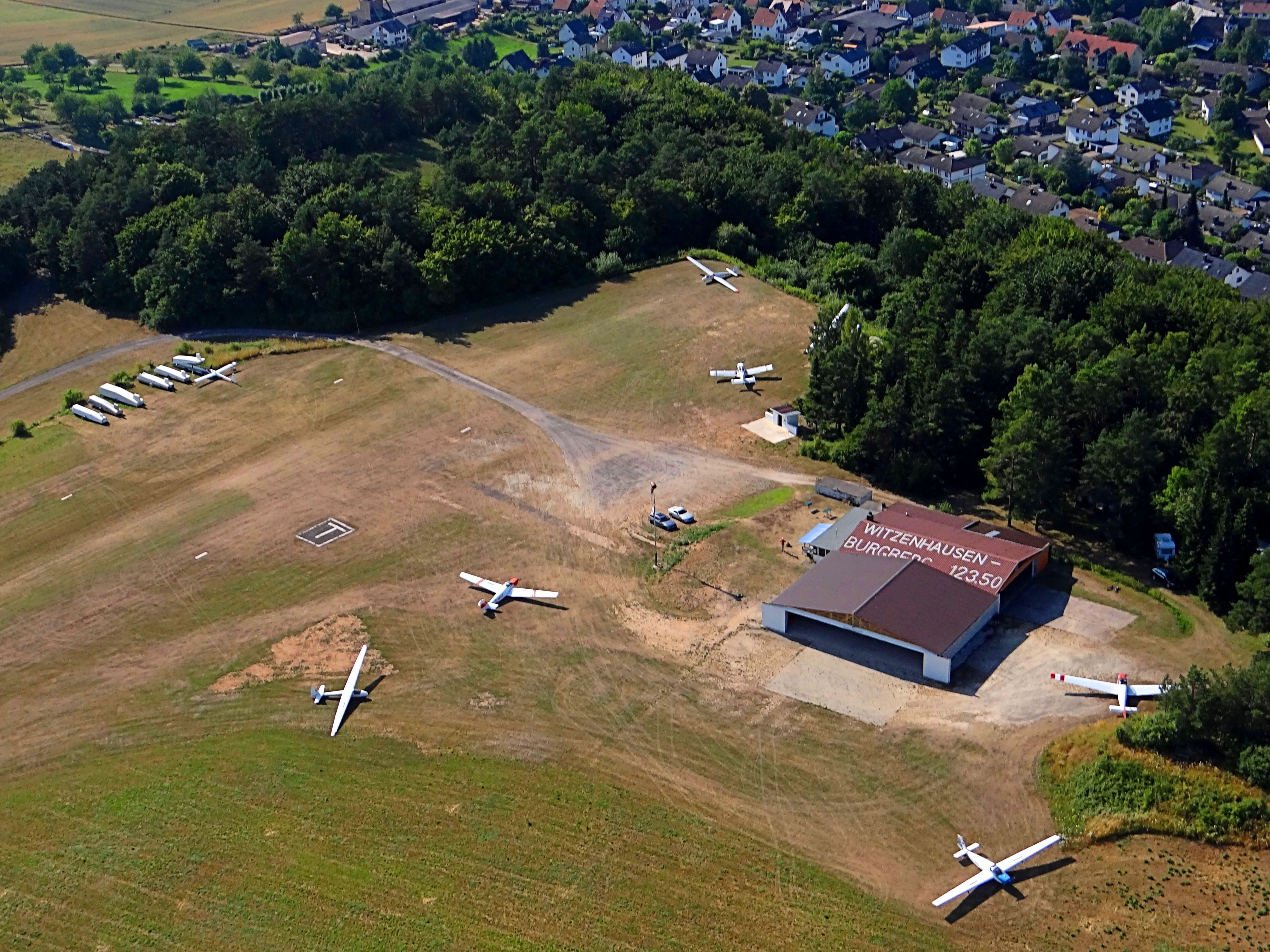
Flugplatz Witzenhausen

In Witzenhausen-Unterrieden produzierte bis 2016 Grimm & Triepel Kruse-Kautabak. Die Firma war der letzte noch produzierende Hersteller von Kautabak in Deutschland. Ein wichtiger Arbeitgeber in Witzenhausen mit ca. 430 Mitarbeitern ist die DS Smith Paper GmbH. Die Firma produziert in Witzenhausen Wellpappenrohpapiere für die Herstellung von Verpackungen und Hygienepapiere wie Toilettenpapier oder Küchenkrepp. Weitere wichtige Arbeitgeber sind das Krankenhaus in der Kernstadt Witzenhausen sowie die VG-Orth GmbH & Co. KG, die im Stadtteil Hundelshausen ein Gipswerk betreibt.
In Witzenhausen befindet sich auch ein Ersatzbrennstoffkraftwerk mit einem 140 Meter hohen Kamin.
Witzenhausen ist Sitz der Gesellschaft zur Erhaltung alter und gefährdeter Haustierrassen (GEH), die die Erhaltung der alten Nutztierrassen in landwirtschaftlichen Betrieben, bei Hobbyhaltern, in Bildungseinrichtungen usw. betreibt, hierfür und für die Nutzung der Erzeugnisse und Produkte wie Fleisch, Wolle, Felle Konzepte erarbeitet sowie Halter berät und unterstützt.
Auch der Verein zur Erhaltung der Nutzpflanzenvielfalt (VEN) hat sein Mitgliederbüro in Witzenhausen.
In Witzenhausen ist ebenfalls der Sitz des Dreschflegel e. V., der sich dem Erhalt der Nutzpflanzenvielfalt widmet; und der Dreschflegel GbR, einem Verbund von Bio-Saatgutherstellern.
Konsequent erweitert wurde auch der Grundgedanke der "Weiternutzung", der bei der Erfindung der Biotonne ausschlaggebend war. Im Stadtbereich wurde ein sogenanntes Gebrauchtwarenzentrum aufgebaut. Hier werden Möbel, Elektronikartikel, Bücher und Glaswaren instand gesetzt und zur Weiterbenutzung angeboten.
In Witzenhausen befindet sich ein Standort des Klinikum Werra-Meißner.
Der Stadtteil Dohrenbach ist ein anerkannter staatlicher Luftkurort.

### Medien
- Witzenhäuser Allgemeine (HNA)
- Marktspiegel, ein kostenloses Anzeigenblatt, das über die Verlagsgruppe Ippen ebenfalls zur HNA gehört
- Witzenhüsser
- Extra Tipp, ein kostenloses Anzeigenblatt, das über die Verlagsgruppe Ippen ebenfalls zur HNA gehört. In seiner Redaktion entsteht auch der Marktspiegel.
- RundFunk Meißner, ein freies Bürgerradio

### Verkehr

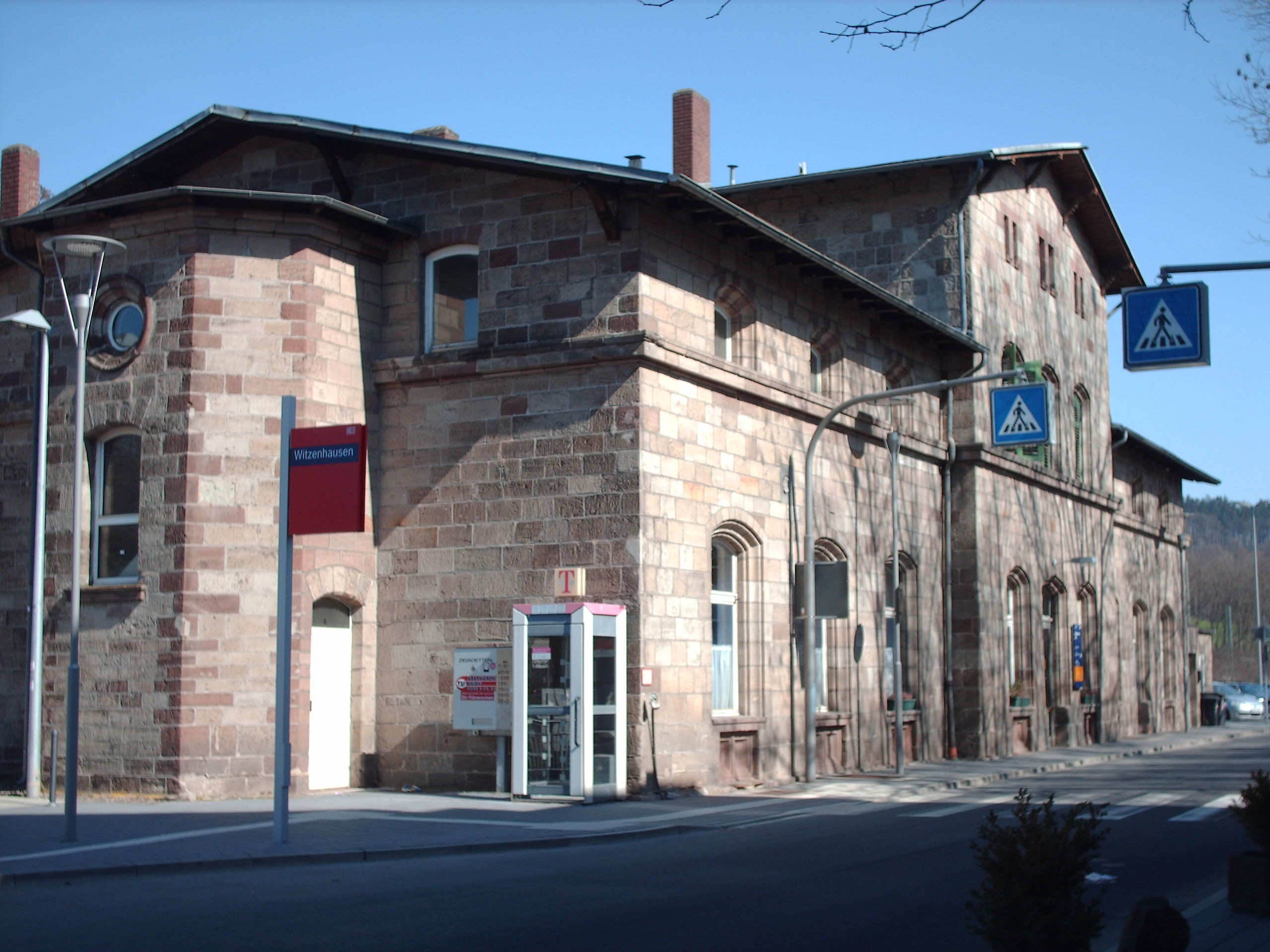
Bahnhof Witzenhausen Nord

Über die Bundesstraßen 27 (Göttingen–Eschwege), 80 (Bad Karlshafen–Heiligenstadt) und 451 (Helsa–Witzenhausen) ist Witzenhausen an das übergeordnete Straßennetz angebunden. Im etwa zehn Kilometer entfernten Hedemünden besteht Anschluss an die Bundesautobahn 7 (Hamburg–Hannover–Göttingen–Kassel–Würzburg). In Richtung Göttingen zweigt von der A 7 bei Friedland die stadtnahe Bundesautobahn 38 in Richtung Halle (Saale) ab. Darüber hinaus ist die Stadt an den touristischen Routen Deutsche Fachwerkstraße und Deutsche Märchenstraße gelegen.
Im Stadtgebiet von Witzenhausen befinden sich die Bahnhöfe „Witzenhausen Nord“ und „Gertenbach“ auf dem Abschnitt Eichenberg–Kassel der Strecke aus Halle. „Witzenhausen Nord“ liegt oberhalb der Stadt auf dem Nordhang des Werratals. Es verkehren Züge nach Kassel-Wilhelmshöhe, Göttingen, Erfurt und Halle (Saale). Dabei werden die Linien nach Erfurt von DB Regio und nach Halle von Abellio mit Regionalexpress-Zügen befahren, die hier nur in Witzenhausen Nord halten. Die Verbindung Göttingen–Kassel betreibt cantus, es werden beide Stationen bedient.
| Linie | Verlauf | Takt    | Betreiber                      |
| ----- | --- | ------- | ------------------------------ |
| RE2   | Kassel-Wilhelmshöhe – Hann Münden – Witzenhausen Nord – Eichenberg – Arenshausen – Uder – Heilbad Heiligenstadt – Leinefelde – Silberhausen – Dachrieden – Mühlhausen (Thür) – (Großengottern – Schönstedt –)* Bad Langensalza – (Gräfentonna –)* Döllstädt – (Kühnhausen – Erfurt Nord –)* Erfurt Hbf * nur einzelne Züge in Tagesrandlage Stand: Fahrplanwechsel Dezember 2021 | 120 min | DB Regio Südost                |
| RE9   | Kassel-Wilhelmshöhe – Hann Münden – Witzenhausen Nord – Eichenberg – Heilbad Heiligenstadt – Leinefelde – Nordhausen – Sangerhausen – Halle (Saale) Hbf Stand: Fahrplanwechsel Dezember 2021 | 120 min | Abellio Rail Mitteldeutschland |
| RB83  | Göttingen – Friedland (Han) – Eichenberg – Witzenhausen Nord – Gertenbach – Hedemünden – Hann Münden – Speele – Fuldatal-Ihringshausen – Vellmar-Niedervellmar – Kassel Hbf (fährt im Abschnitt Göttingen – Eichenberg mit RB87 vereinigt) Stand: Fahrplanwechsel Dezember 2021                                                                                                  | 60 min  | cantus                         |

„Witzenhausen Süd“ lag südöstlich der Innenstadt an der Gelstertalbahn Eichenberg–Großalmerode und ist seit 1973 stillgelegt.
Die Erschließung des Ortes erfolgt mit dem Stadtbus, der von den Stadtwerken Witzenhausen GmbH betrieben wird, und durch Regionalbusse nach Helsa und Eschwege.
Das Segelfluggelände Burgberg befindet sich etwa drei Kilometer nordwestlich von Witzenhausen.
Durch Witzenhausen führt der Werra-Burgen-Steig.

### Bildung
- Lindenhofschule Gertenbach (Grundschule)
- Gelstertalschule Hundelshausen (Grundschule)
- Kesperschule Witzenhausen (Grundschule)
- Johannisbergschule Witzenhausen (Gesamtschule)
- Berufliche Schulen des Werra-Meißner-Kreises
- Medienzentrum Witzenhausen
- Bildstelle des Werra-Meißner-Kreises
- Deutsches Institut für tropische und subtropische Landwirtschaft GmbH (DITSL), deren Vorgängereinrichtung vor dem Ersten Weltkrieg den Namen Deutsche Kolonialschule für Landwirtschaft, Handel und Gewerbe trug
- IBZW Internationales Bildungszentrum Witzenhausen GmbH
- DEULA Lehranstalt für angewandte Technik GmbH
- Gesellschaft für Nachhaltige Entwicklung (GNE)
- Volkshochschule (ehem. Steintorschule)
- Der Fachbereich 11 Ökologische Agrarwissenschaften der Universität Kassel in Witzenhausen ist der einzige Universitäts-Fachbereich Deutschlands, der sich auf das Thema Ökologische Landwirtschaft konzentriert. Er führt den Bachelorstudiengang „Ökologische Landwirtschaft“ sowie die Masterstudiengänge:
  - Ökologische Landwirtschaft
  - Sustainable International Agriculture
  - International Food Business and Consumer Studies
  - Sustainable Food Systems

Im Rahmen eines 2011 gestarteten EU-Projekts begannen 16 nordkoreanische Wissenschaftler und Dozenten aus Pjöngjang eine zweijährige Ausbildung zum Thema „Ernährungssicherheit im Ökolandbau“ in Witzenhausen, was aufgrund der restriktiven Führung des abgeschotteten Landes als äußerst ungewöhnliches Bildungsprogramm bewertet wurde.

### Tourismus
Witzenhausen ist Etappenort auf dem Fernwanderweg Werra-Burgen-Steig Hessen (X5H).

### Telefonvorwahlen
Während in Witzenhausen hauptsächlich die Vorwahlnummer 05542 genutzt wird, gilt in Blickershausen, Hubenrode, Ziegenhagen die 05545.

## Persönlichkeiten

### Söhne und Töchter der Stadt
- Josef Josel (Anf. 17. Jh. – nach 1686), Drucker und Übersetzer des Alten Testaments[67]
- Johann Christian Motz (1604–1683), hessischer Kriegsrat und Obrist
- Burkhardt von Berlepsch (1619–1691), Jurist und Verwaltungsbeamter
- Christoph Ludwig Kleinschmidt (1723–1774), Jurist
- Jacob Schweppe (1740–1821), Uhrmacher und Silberschmied, Gründer und Teilhaber der Firma Schweppes
- Johann Georg Wagner (1749–1818), reformierter Geistlicher
- Ernst Wilhelm von Schlotheim (1764–1845), Generalmajor und Kommandant in Kassel
- Elard Johannes Kulenkamp (1777–1851), Richter am Oberappellationsgericht Kassel
- Justus Wilhelm Schäffer (1784–1859), Oberberg- und Obersalineninspektor, Mitglied der kurhessischen Ständeversammlung
- Edwin von Bischoffshausen (1810–1884), kurhessischer und preußischer Politiker, Mitglied der kurhessischen Ständeversammlung, geboren in Bischhausen
- James von Bischoffshausen (1813–1880), Generalmajor und Kommandant von Stralsund
- Karl Wilhelm Piderit (1815–1875), Klassischer Philologe und Gymnasiallehrer
- Carl Ludwig (1816–1895), Physiologe
- Michael Silberstein (1834–1910), Rabbiner und Schriftsteller
- Ferdinand Manns (1844–1922), Komponist, Dirigent und oldenburgischer Hofmusikdirektor
- Hans Hermann Carl Ludwig von Berlepsch (1850–1915), Ornithologe
- Cuno von Bodenhausen (1852–1931), Maler
- Heino von Bischoffshausen (1855–1933), Landrat des Kreises Witzenhausen und Abgeordneter im Kommunallandtag Kassel
- Lotte Gubalke (1856–1935), Schriftstellerin und Zeitschriftenredakteurin
- Edward Schröder (1858–1942), germanistischer Mediävist
- Louis Staffel (1866–1921), Unternehmer und Abgeordneter des Provinziallandtages der Provinz Hessen-Nassau
- Arthur Kayser (1871–1938), Unternehmer
- Fritz von Christen (1872–1953), Landrat, geboren in Werleshausen
- Walter von Christen (1874–1944), Landrat, geboren in Werleshausen
- Johannes Böhmer (1879–1955), Abgeordneter des Provinziallandtages der Provinz Hessen-Nassau
- Carl Neuhaus (1881–1929), Bildhauer
- Theodor Neubauer (1890–1945), Politiker der KPD und Widerstandskämpfer, geboren in Ermschwerd
- Eduard Platner (1894–1980), Politiker (CDU, DP), MdB
- Heinz Bonatz (1897–1981), Marineoffizier
- Lothar von Bischoffshausen (1897–1970), Panzergrenadierregimentskommandeur
- Karl August Eckhardt (1901–1979), Jurist, Hochschullehrer, SS-Sturmbannführer und Rechtshistoriker
- Wilhelm Handwerk (1901–1977), Pfarrer der Evangelischen Kirche von Kurhessen-Waldeck und Mitglied der Bekennenden Kirche
- Franz Alexius (1922–1997), Fußballspieler
- Hans Stilett (1922–2015), Schriftsteller und Übersetzer
- Günter Ermisch (* 1933), Staatssekretär im Bundesministerium der Verteidigung und im sächsischen Ministerium für Bundes- und Europaangelegenheiten
- Erwin Henkel (1936–2023), Politiker (SPD), Bürgermeister von Maintal
- Karl-Dieter Bünting (1939–2020), deutscher Sprachwissenschaftler und Hochschullehrer
- Helga Seibert (1939–1999), Richterin des Bundesverfassungsgerichts
- Volker Schmidt-Gertenbach (* 1941), Musiker und Dirigent sowie Generalmusikdirektor
- Gert Herunter (* 1942), Zehnkämpfer, Sprinter und Hürdenläufer
- Hinderk Meiners Emrich (1943–2018), Psychiater, Psychoanalytiker, Philosoph und Hochschullehrer
- Rita Streb-Hesse (1945–2020), Politikerin (SPD)
- Jürgen Engel (1947–2018), Politiker (Die Grünen) und Abgeordneter des Hessischen Landtags
- Manfred Baumgardt (* 1947 in Hundelshausen), Historiker, Politologe und LGBT-Aktivist
- Bodo Abel (* 1948), Wirtschaftswissenschaftler
- Herbert Reyer (* 1949), leitender Archivdirektor und Leiter des Fachbereichs Archiv und Bibliotheken der Stadt Hildesheim sowie Honorarprofessor an der Universität Hildesheim
- Edmund Neugebauer (* 1949), Mediziner, geboren in Kleinalmerode
- Bernd Hucke (* 1952), Jurist, Richter am Bundesgerichtshof
- Ullrich Meßmer (* 1954), Politiker (SPD) und Gewerkschafter
- Thomas Peternell (* 1954), Mathematiker
- Harald Atmanspacher (* 1955), Physiker
- Manfred Strecker (* 1955), Geologe
- Klaus-Peter Jünemann (1956–2023), Arzt und Urologe
- Johannes Röser (* 1956), römisch-katholischer Journalist und Publizist
- Joerg Eyfferth (* 1957), Künstler
- Reiner Janke (* 1959), Orgelbauer und Intonateur
- Silke Dietrich (* 1961), Basketballfunktionärin, -trainerin und -spielerin
- Andree Köthe (* 1964), in Dohrenbach geborener Koch, mit zwei Sternen im Guide Michelin ausgezeichnet
- Tina Teubner (* 1966), Chansonette, Musikerin und Kabarettistin
- Stephan Szász (* 1966), Schauspieler
- Martin Glade (* 1972), Schauspieler
- Stefan Markolf (* 1984), erster gehörloser Profi-Fußballspieler
- Ludwig Wright (* 1995), Singer-Songwriter
- Lucia Schulz (* 20. Jh.), Schauspielerin
- Paulina Platner (* 2005), Fußballspielerin

### Persönlichkeiten, die in Witzenhausen gewirkt haben oder wirken
- Friedrich Wilhelm Kulenkamp (1714–1799), Jurist
- Ernst Koch (1808–1858), romantischer Dichter und Jurist
- Hermann von Christen (1841–1919), Reichstagsabgeordneter der Freikonservativen Partei, die sich ab 1871 auf Reichsebene auch Deutsche Reichspartei nannte
- Otto Buchinger (1878–1966), Arzt
- Karl von Berlepsch (1882–1955), Schriftsteller, Lyriker und Maler
- Robert Denk (1916–1953), Elektriker, soll 1948 ein röhrenloses Radio erfunden haben
- Wolfgang Schmidt (1929–1995), Grafiker
- Hartmut Vogtmann (* 1942), Agrarwissenschaftler, Hochschullehrer und Naturschützer
- Gerald Hüther (* 1951), Neurobiologe, wohnt in Witzenhausen[68]
- Joachim Tappe (1942–2012), Politiker (SPD)

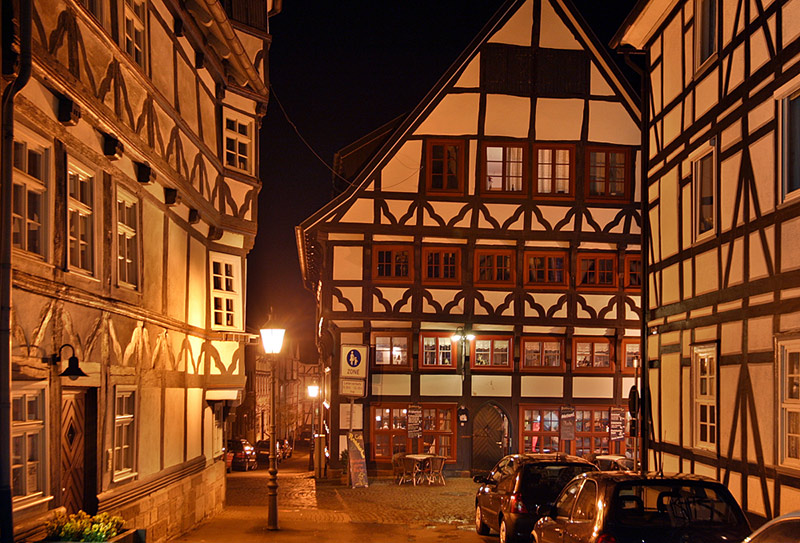
Fachwerkhäuser im Stadtkern
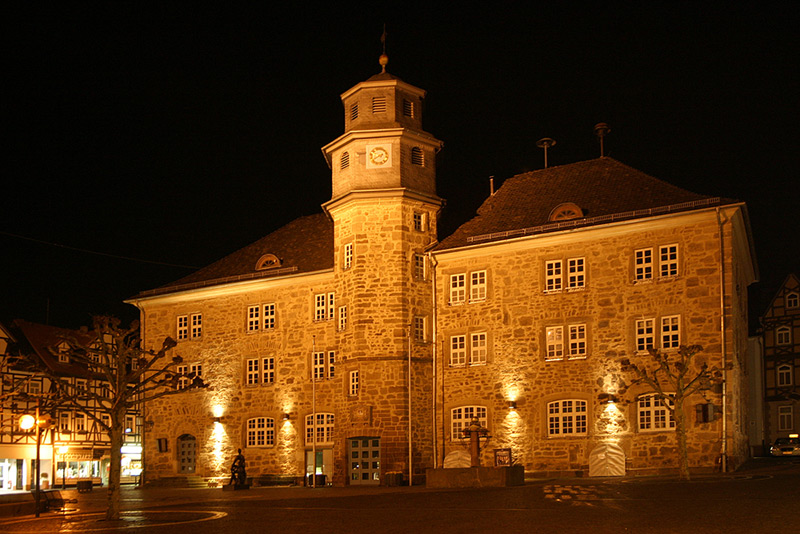
Witzenhäuser Rathaus
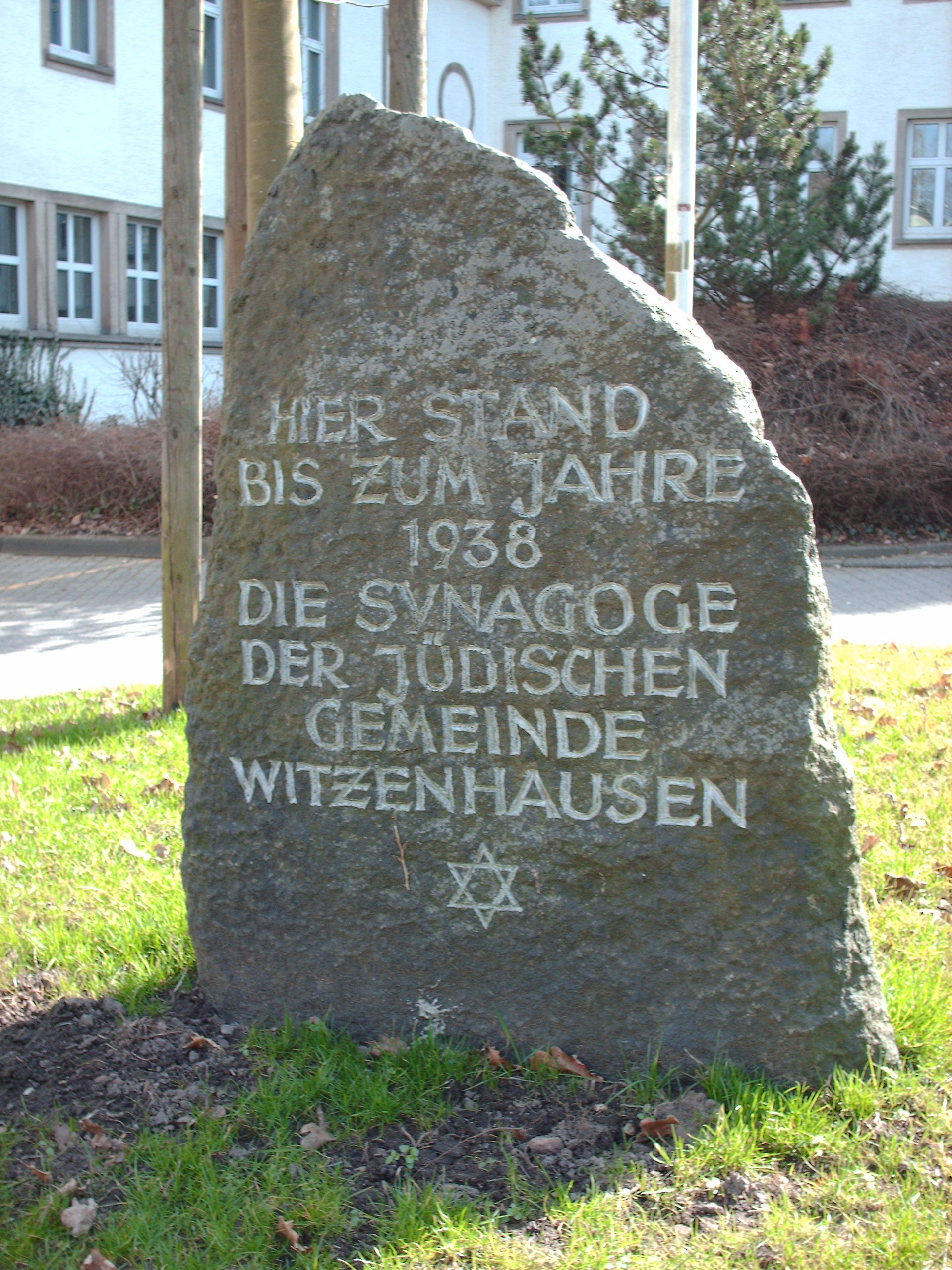
Gedenkstein für die ehemalige Synagoge